# Didzis Gavars
Didzis Gavars (ur. 18 listopada 1966 w Jurmale) – łotewski przedsiębiorca i polityk, w 2010 minister zdrowia w rządzie Valdisa Dombrovskisa.

## Życiorys
W 1984 ukończył szkołę średnią w Rydze, a w 1992 studia medyczne na Łotewskiej Akademii Medycznej. W 1993 na tej samej uczelni uzyskał dyplom laboranta.
Od 1993 zawodowo związany z prywatnym przedsiębiorstwem „E.Gulbja laboratorijas” jako wicedyrektor, a od 2004 również jako członek zarządu. Stał się większościowym udziałowcem tej spółki i właścicielem związanego z nią holdingu. Był umieszczany na listach łotewskich milionerów publikowanych przez różne media. W latach 1998–2009 był wykładowcą na szkoleniach dla lekarzy. W 2010 wszedł w skład zarządu organizacji VADDA skupiającej pracodawców służby zdrowia.
W maju 2010 objął urząd ministra zdrowia w rządzie Valdisa Dombrovskisa, sprawował go do końca funkcjonowania tego gabinetu w listopadzie 2010. Powrócił następnie do pracy w „E.Gulbja laboratorijas”.